# Jigokudani Yaen Kōen

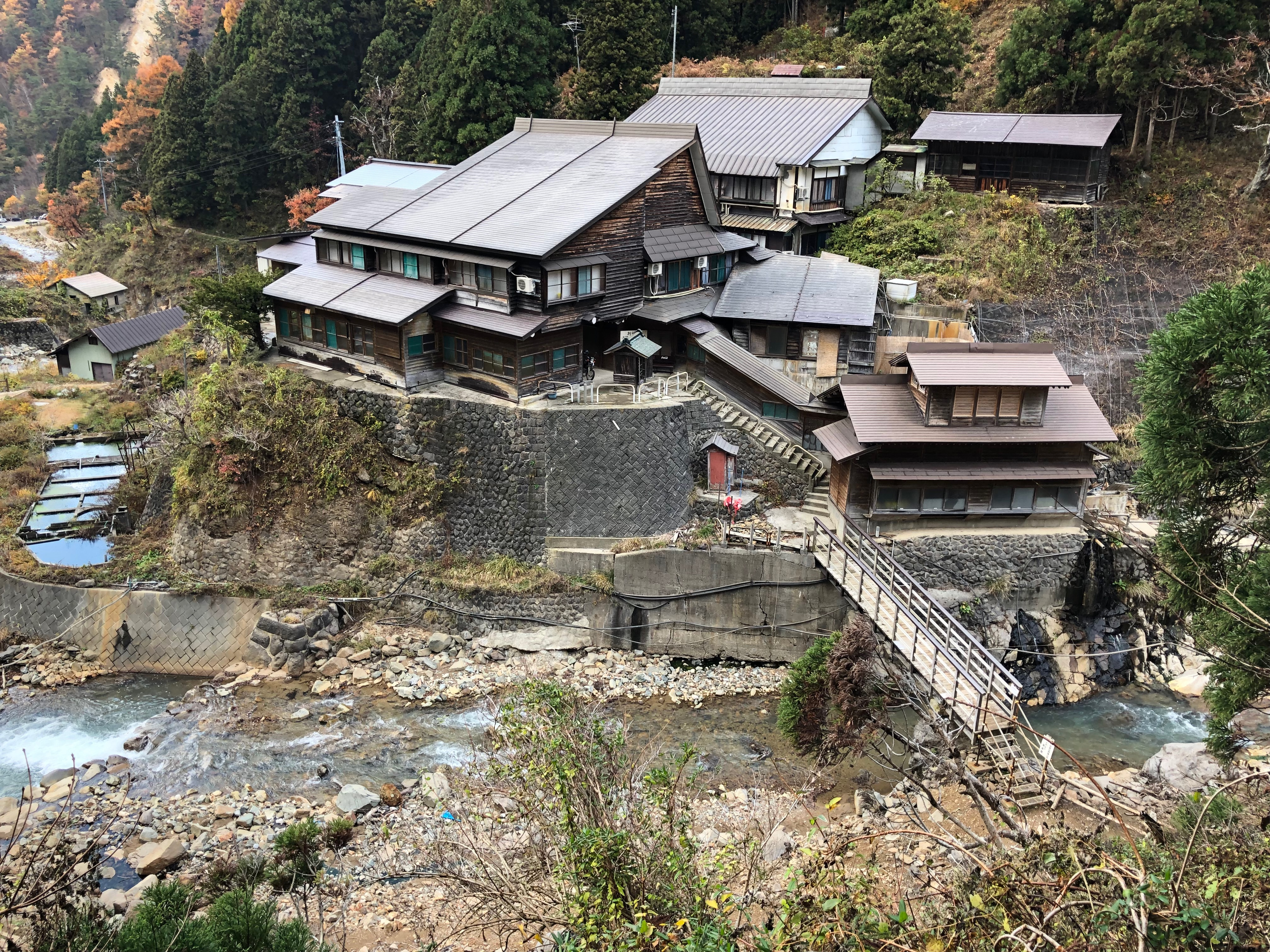
Blick auf den Jigokudani Onsen Korakukan in der Schlucht des Flusses Yokoyu

Jigokudani Yaen Kōen (japanisch 地獄谷野猿公苑, englisch Jigokudani Monkey Park) ist eine Einrichtung zur Beobachtung wilder Affen in der Präfektur Nagano auf der japanischen Hauptinsel Honshū. Sie gehört zum Jōshin’etsu-Kōgen-Nationalpark und liegt in einer Schlucht des Flusses Yokoyu, unweit der Stadt Yamanouchi. Die Einrichtung ist vor allem durch die wilden Japanmakaken (Macaca fuscata) bekannt, die im Winter von den Bergen Naganos zu den im Park gelegenen heißen Quellen kommen, um dort zu baden.
Der Jigokudani Yaen Kōen wurde 1964 von einem Tochterunternehmen der Bahngesellschaft Nagano Dentetsu gegründet, wobei die Affen schon vor diesem Zeitpunkt zum Baden zu den heißen Quellen kamen. Die Einrichtung besteht aus einer Anlage von Wegen, Brücken, einem künstlichen Wasserbecken, sowie einem Besucherhaus, in dem Eintrittskarten und Souvenirs erworben werden können. Ursprünglich waren die Japanmakaken lediglich im Winter zu sehen, weil sie den Rest des Jahres in abgelegeneren Bergregionen verbrachten. Inzwischen werden die Affen von Angestellten des Jigokudani Yaen Kōen gefüttert, so dass sie bisweilen auch außerhalb der Wintermonate beobachtet werden können. Die Tiere sind wild und können jederzeit die steilen Wände der Schlucht hinaufklettern oder dem Fluss Yokoyu stromaufwärts in größere Höhen folgen. Besucher gelangen über den sich öffnenden Teil des Tales (und damit in entgegengesetzter Richtung zur üblichen Route der Affen) zur Einrichtung, wobei sie eine 30- bis 40-minütige Wanderung zurücklegen müssen. Dem Park vorgelagert ist ein 1864 eröffneter Onsen, der Besuchern die Gelegenheit zum Baden in den heißen Quellen und zur Übernachtung bietet. Da der berühmte Go-Profi Go Seigen zahlreiche Male in diesem Onsen übernachtete, ist das Gasthaus auch bei Go-Spielern beliebt.
Größere Bekanntheit erlangte der Jigokudani Yaen Kōen durch ein Titelblatt des amerikanischen Magazins Life aus dem Jahr 1970, das unter dem Titel „Ecology becomes everybody’s business“ (dt. etwa „Ökologie geht ab jetzt Jeden etwas an“) einen Japanmakaken beim winterlichen Baden zeigte. Während der Olympischen Winterspiele 1998 in Nagano kamen zahlreiche Besucher der Spiele zum Beobachten der Affen in den Jigokudani Yaen Kōen. Ein größeres Publikum erreichte ein Dokumentarfilm der BBC unter dem Titel Snow Monkeys aus dem Jahr 2014, bei dem der Schauspieler Liam Neeson als Sprecher fungierte.

## Galerie

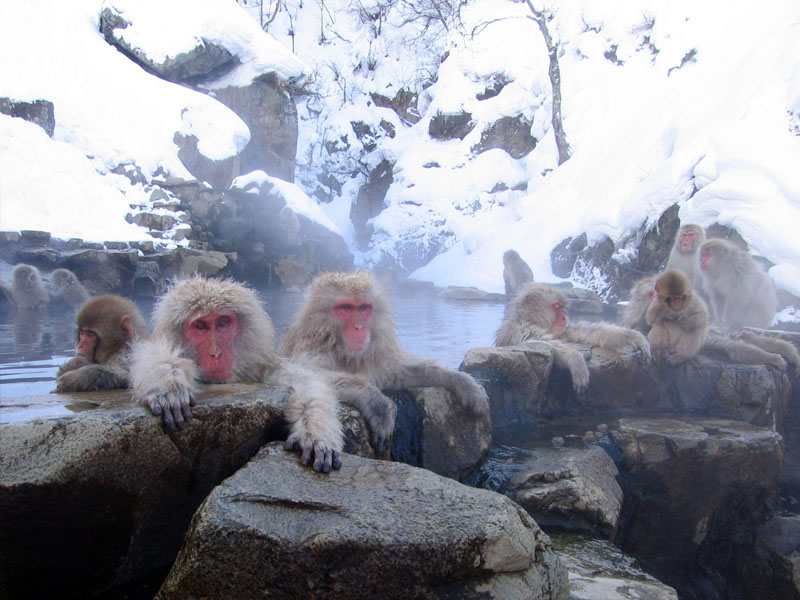
Japanmakaken beim Baden in den heißen Quellen
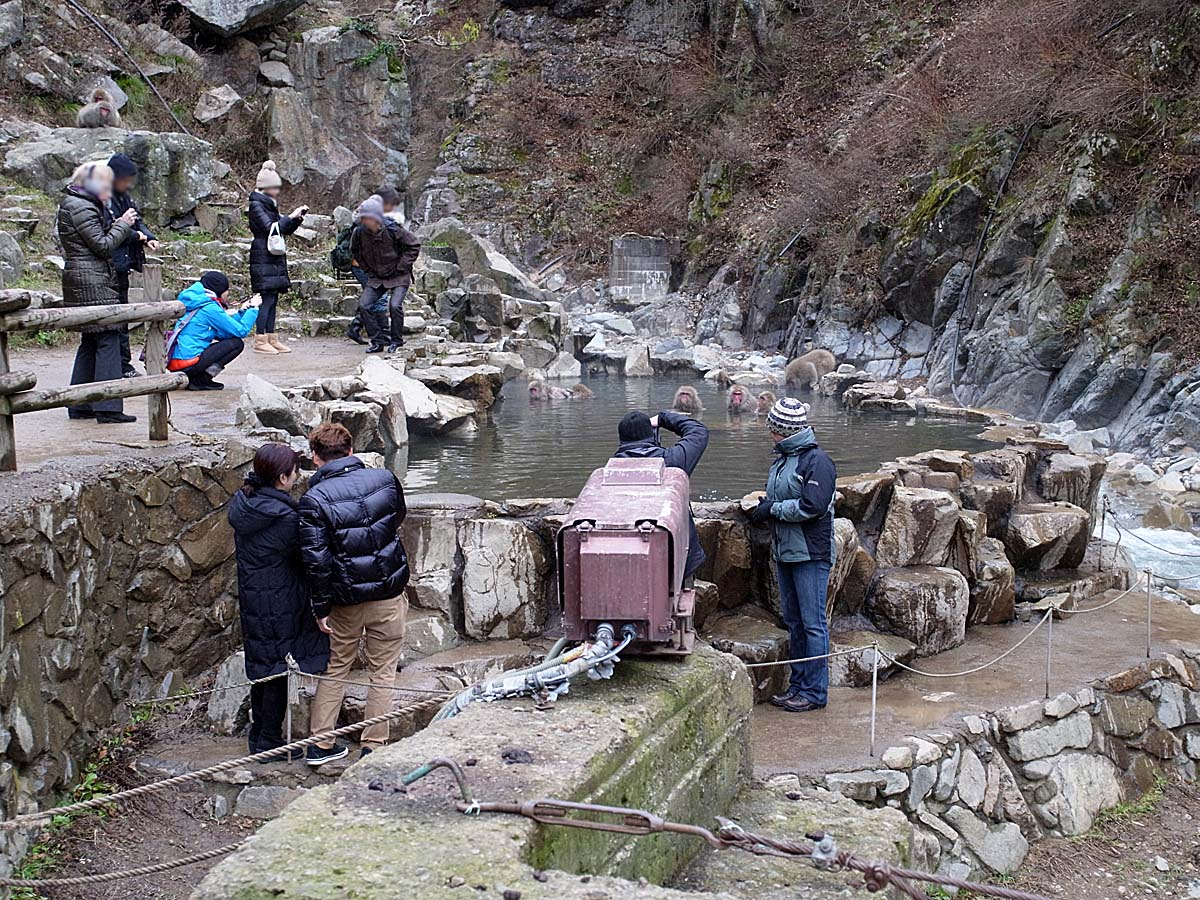
Besucher beim Fotografieren der Makaken
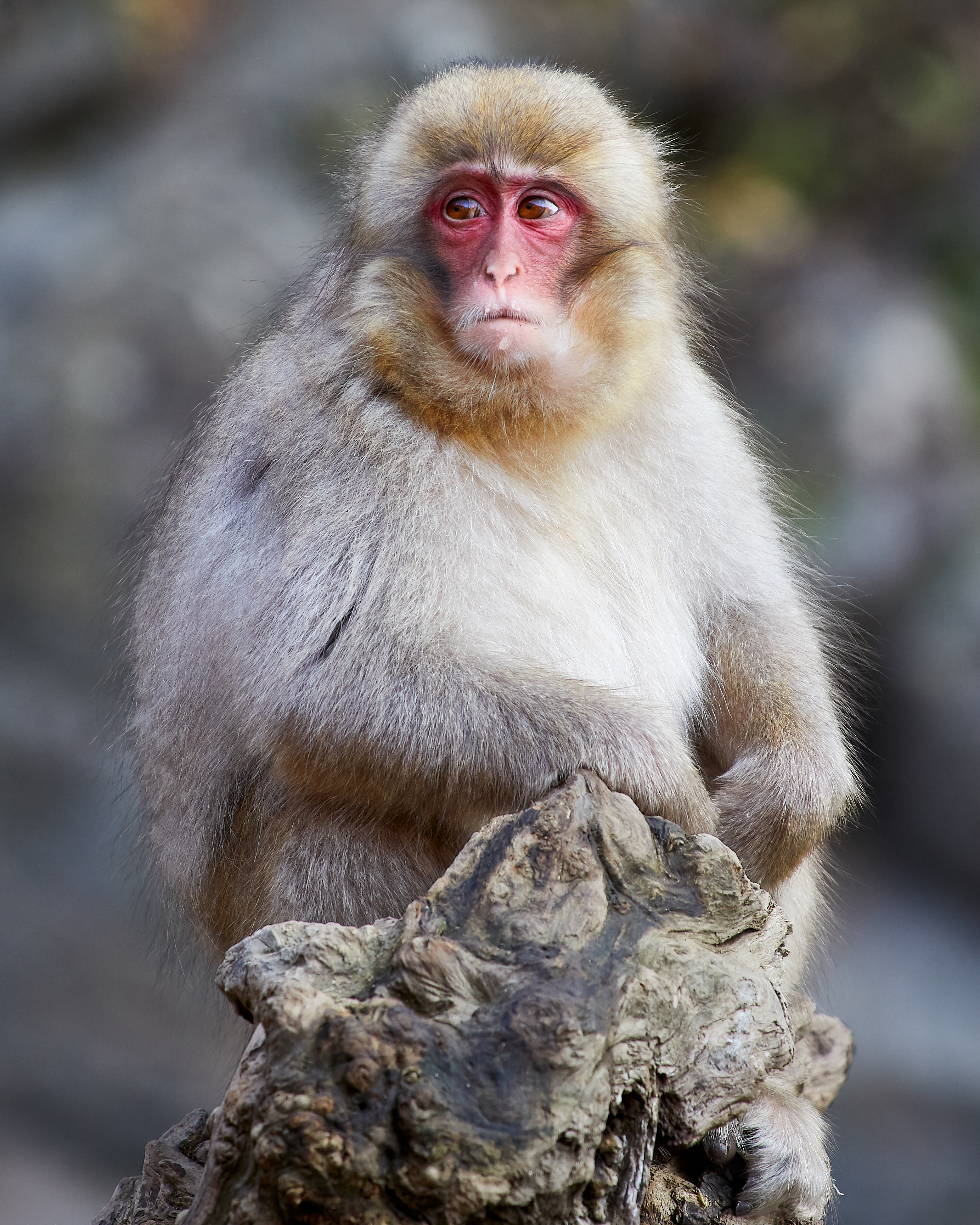
Jungtier im Jigokudani Yaen Kōen
- Video: Japanmakaken bei der Fellpflege im Jigokudani Yaen Kōen (1 Minute 20 Sekunden, 47,8 MB)